# Scincella kikaapoa
Espèce
Scincella kikaapoa est une espèce de sauriens de la famille des Scincidae.

## Répartition
Cette espèce est endémique du Coahuila au Mexique.

## Publication originale
- García-Vázquez, Canseco-Márquez & Nieto-Montes De Oca, 2010 : A New Species of Scincella (Squamata: Scincidae) from the Cuatro Ciénegas Basin, Coahuila, Mexico. Copeia, vol. 2010, no 3, p. 373-381.